# Cercopitec de De Brazza
El cercopitec de De Brazza (Cercopithecus neglectus) és una espècie de primat catarrí de la família dels cercopitècids àmpliament distribuït per les selves de diferents països de l'Àfrica central tropical i equatorial, des d'Etiòpia i Kenya fins al Camerun i Angola, especialment en àrees inundables fins a 2.000 msnm.
Presenta un marcat dimorfisme sexual. Els mascles tenen una llargada corporal de fins a 60 cm i les femelles de 40 cm, amb una cua de 48-67 cm de llargada. Els mascles pesen una mitjana de 7 kg i les femelles 4,5 kg.